# Ново-Весёлая
Ново-Весёлая — деревня, существовавшая на территории города Партизанска с 1906 по 1937 год.

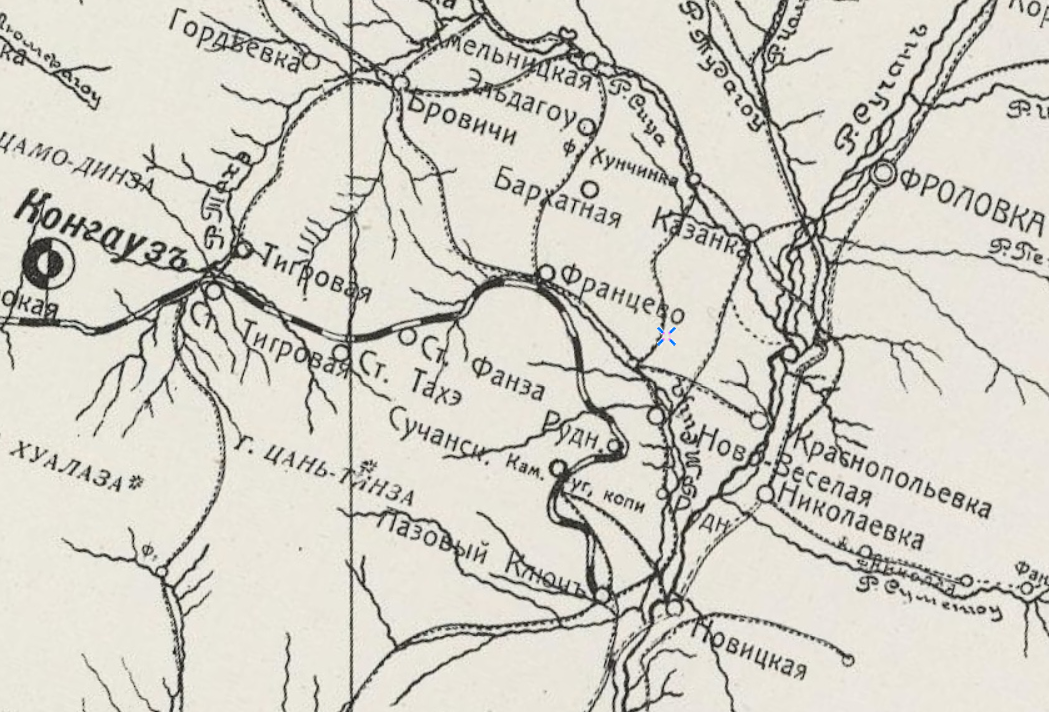
Деревня Ново-Весёлая на карте (1915)

Располагалась в районе современной улицы Петра Кашина, которая прежде называлась Сицинской. Основана в 1906 году. В 1907 году самовольно водворившиеся крестьяне-переселенцы в числе 20 семей местности Малая Сица Сучанской волости просили власти о переименовании местности в селение Феодосьевка, или Акимовка, или Весёлая. Поскольку в Южно-Уссурийском уезде уже существовали селения под этими названиями, крестьяне Малой Сицы на сельском сходе в 1908 году постановили назвать селение Ново-Весёлое.
В издании 1910 года на чертеже примерно в районе современной улицы П. Кашина показано селение Юрьевка. По переписи 1915 года в деревне проживало 477 человек, в том числе 293 русского. Деревня относился к Фроловской волости, в то время как Сучанский рудник — к Сучанской. По состоянию на 1921 год в деревню от шахты № 2 проходила дорога.
По переписи 1926 года — 452 человека, преобладали русские. В издании «Список населённых мест Дальне-Восточного края» 1926 года в Ново-Весёлой значилось 811 жителей, имелось 145 хозяйств. С 1928 по 1931 год Нововесёловский сельсовет исключён из учётных данных. В 1937 году Ново-Весёлая была исключена (прекратила сущестование).